# Samuel Blais
Samuel „Sammy“ Blais (* 17. Juni 1996 in Montmagny, Québec) ist ein kanadischer Eishockeyspieler, der seit August 2024 bei den Abbotsford Canucks in der American Hockey League (AHL) unter Vertrag steht. Zuvor war der Flügelstürmer in der National Hockey League (NHL) für die St. Louis Blues und die New York Rangers aktiv, wobei er mit den Blues in den Playoffs 2019 den Stanley Cup gewann.

## Karriere
Samuel Blais lief in seiner Jugend unter anderem für die Estacades de Trois-Rivières sowie für die Commandeurs de Lévis auf, bevor er im Laufe der Saison 2013/14 zu den Tigres de Victoriaville in die Ligue de hockey junior majeur du Québec (LHJMQ) wechselte, die ranghöchste Juniorenliga seiner Heimatprovinz. Die Tigres hatten ihn im Entry Draft  der LHJMQ im Jahre 2013 an 129. Stelle ausgewählt. Bis zum Ende der Spielzeit bestritt der Flügelstürmer 25 Partien  in Victoriaville und verzeichnete dabei 14 Scorerpunkte, bevor er im NHL Entry Draft 2014 an 176. Position von den St. Louis Blues berücksichtigt wurde. Anschließend steigerte er seine persönliche Statistik zur Saison 2014/15 deutlich, so erreichte er 82 Punkte und wurde damit zweitbester Angreifer seines Teams (nach Angelo Miceli). In der Folge unterzeichnete er im November 2015 einen Einstiegsvertrag bei den Blues und wurde knapp einen Monat später innerhalb der LHJMQ an die Charlottetown Islanders abgegeben. Im Gegenzug wechselte Alexandre Goulet zu den Tigres. In Charlottetown beendete der Kanadier die Saison mit 19 Punkten aus 12 Playoff-Partien, bevor er zur Spielzeit 2016/17 fest in die Organisation der St. Louis Blues wechselte.
Dort wurde Blais vorerst bei den Chicago Wolves eingesetzt, dem Farmteam der Blues aus der American Hockey League (AHL). Nachdem er sich auch dort als regelmäßiger Scorer etabliert hatte, debütierte er zu Beginn der Saison 2017/18 für St. Louis in der National Hockey League (NHL). Im Laufe des Jahres kam der Angreifer auf 11 NHL-Partien, stand jedoch überwiegend beim neuen AHL-Kooperationspartner auf dem Eis, den San Antonio Rampage. Mit Beginn der Spielzeit 2018/19 wechselte er weiterhin regelmäßig zwischen NHL und AHL, erhielt aber insgesamt mehr Eiszeit in St. Louis. Mit dem Team gewann er in den Playoffs 2019 den Stanley Cup und etablierte sich im weiteren Verlauf im NHL-Aufgebot.
Nach fünf Jahren in St. Louis jedoch wurde Blais im Juli 2021 samt einem Zweitrunden-Wahlrecht im NHL Entry Draft 2022 an die New York Rangers abgegeben, während im Gegenzug Pawel Butschnewitsch zu den Blues wechselte. Nach etwa eineinhalb Jahren bei den „Broadway Blueshirts“ kehrte er jedoch im Rahmen eines weiteren Tauschgeschäfts nach St. Louis zurück, als er samt Hunter Skinner, einem konditionalen Erstrunden-Wahlrecht im NHL Entry Draft 2023 sowie einem konditionalen Viertrunden-Wahlrecht im NHL Entry Draft 2024 zu den Blues transferiert wurde. Im Gegenzug erhielten die Rangers Wladimir Tarassenko, von dessen Gehalt die Blues weiterhin die Hälfte übernahmen, und Niko Mikkola. Die Blues sollen dabei das niedrigere von aktuell zwei Erstrunden-Wahlrechten im Besitz der Rangers erhalten, während sich das Viertrunden- zu einem Drittrunden-Wahlrecht verbessert, falls die Rangers die Playoffs 2023 erreichen.
Nach weiteren eineinhalb Jahren in St. Louis endete seine Zeit dort nach der Saison 2023/24, bevor er sich im August 2024 den Abbotsford Canucks aus der AHL anschloss.

### International
Für sein Heimatland debütierte Blais im Rahmen der Weltmeisterschaft 2023 in Finnland und Lettland. Dabei gewann er mit der Mannschaft die Goldmedaille, wozu er im Finale zwei Treffer – darunter auch der spielentscheidende – beisteuerte. Insgesamt sammelte der Stürmer acht Scorerpunkte.

## Erfolge und Auszeichnungen
- 2019 Stanley-Cup-Gewinn mit den St. Louis Blues
- 2023 Goldmedaille bei der Weltmeisterschaft
- 2025 Calder-Cup-Gewinn mit den Abbotsford Canucks

## Karrierestatistik
Stand: Ende der Saison 2023/24

### International
Vertrat Kanada bei:
- Weltmeisterschaft 2023

(Legende zur Spielerstatistik: Sp oder GP = absolvierte Spiele; T oder G = erzielte Tore; V oder A = erzielte Assists; Pkt oder Pts = erzielte Scorerpunkte; SM oder PIM = erhaltene Strafminuten; +/− = Plus/Minus-Bilanz; PP = erzielte Überzahltore; SH = erzielte Unterzahltore; GW = erzielte Siegtore; 1 Play-downs/Relegation; Kursiv: Statistik nicht vollständig)